# Малый Янискенгас
Малый Янискенгас — водопад на реке Кутсайоки в Мурманской области России. Высота приблизительно 8-10 метров. Левая часть являет собой 30-метровый мелководный водоскат с углом наклона в 30-35°. Правая состоит из 2 ступеней. Первая ступень — вертикальное падение воды с высоты около 6-7 метров в лагуну. Из лагуны аналогичное вертикальное падение. В туристической топонимике встречается под названием «Оба-на». Водопад считается проходимым для водного туризма, однако сложность его прохождения оценена высшим баллом — 6 категории сложности. Дополнительная опасность водопада для туристов заключается в том, что с наплыва он абсолютно не слышен и визуально заметен слабо.